# リードミー
リードミー（Readme）とは、ソフトウェアを配布する際の添付文書のひとつ。配布物の一般的な情報を記載したファイルである。多くの場合、そのソフトウェアをインストールし使用する前に読むべきものとされている。
リードミーファイルはたいていの場合、テキストファイルであるが、Windows、macOSではリッチテキストフォーマットが標準で参照できるため、それが採用されていることもある。

## 内容
リードミーに記載される内容は以下のものがある。配布物に関する情報をすべて詰め込んだものから、最小限の情報のみをリードミーに記載し、更新履歴、インストール方法、更新履歴、ライセンスなどの各情報を記載した別ファイルへのポインタを示した簡略なものまで様々である。
- ソフトウェアの名前
- バージョン
- 配布物に関する簡単な説明
- ファイル構成
- 動作環境
- インストールに関する情報と簡単な使用方法
- 作者に関する情報
- 更新履歴
- 既知の不具合
- トラブルシューティング
- 謝辞
- 著作権情報とライセンス情報
- （シェアウェアの場合）レジストキーの入手方法、試用期間中の制限事項

## ファイル名

### MS-DOS・Microsoft Windows の場合
単に「README」とするものをはじめ、一般的なテキストファイルの拡張子をつけた「README.TXT」、最初に読むべきものという意味で「README.1ST」としてあるもの、「README」を区切った「READ.ME」などといった名称が用いられる例もある。Microsoft Wordが一般化する以前は、ドキュメントファイルの意味で「README.DOC」という名称もよく用いられた。
日本語で配布されるソフトウェアには、「お読みください」「はじめにお読みください」「読んでね」など日本語のファイル名を用いているものもある。
ライブラリ・プラグインといった「いちディレクトリ内に複数のソフトウェアおよび各リードミーが混在することになる可能性が高いソフトウェア形態」では、他者と衝突しやすい一般的なファイル名を避け、各ソフトウェアの固有名詞をもとにした命名もよく用いられる。たとえば、配布物「HOGE.DLL」に対応して「HOGE.TXT」「HOGE_README.TXT」とするなど。
なお、ここでは例をすべて大文字で表記したが、大文字・小文字の使いかたは統一されていない傾向がある。

### Unix系OSの場合
Unix系のオープンソースのパッケージ、特にGnits standardsに従ったGNU Autotoolsで作成されたパッケージでは、READMEに加えて次のファイルで構成されている事が多い。また、Autotoolsを使用していない場合も慣例的に、これらのファイル名を用いる場合が多い。他のファイルと区別するため、一般的に大文字で表されることが多く、Microsoft Windows文化におけるREADMEの取り扱いよりも、より明確に記載されている情報を探し出すことができる。
| README            | 一般的な情報                     |
| AUTHORS           | クレジット表記                   |
| THANKS            | 謝辞                             |
| Changelog         | プログラマー向けの詳細な変更履歴 |
| NEWS              | ユーザー向けの簡単な変更履歴     |
| INSTALL           | インストール方法                 |
| COPYING / LICENSE | 著作権情報とライセンス情報       |
| BUGS              | 報告があった既知のバグ           |
GitHubといったコードレベルでのホスティングサービスにおいても、ルートディレクトリにあるREADMEをそのプロジェクトの説明を表わすものとして特別視し、その内容をウェブ形式に書式化したものを表示する機能も存在する。これは、慣例的に同じファイル名を用いる UNIX文化ならではの利便性の上に成り立っている仕組みである。

## 作成方法
単にテキストエディタを使用して作成するほか、項目を記入して整形されたテキストファイルを出力するリードミー作成専用のツールも配布されている。また、統合開発環境や、GNU Autotoolsのようなフレームワークには、リードミーも含めた添付文書を生成する機能があるものが多い。